# 합병계약
합병계약이란 합병 당사회사의 대표기관 사이에 체결되는 계약을 말한다. 합병으로 인하여 존속하는 회사 또는 신설되는 회사가 인적회사인 경우에는 합병계약서의 기재사항에 제한이 없으나, 물적회사인 경우에는 기재하여야 할 일정한 법정사항이 있다. 합병계약과 주주총회의 승인결의에 관계에 관하여는 , 합병계약은 합병결의와는 독립된 계약으로서 양자는 함께 합병이라는 조직법상의 법률요건을 구성하는 두 요소라고 보는 견해가 있으나, 합병결의가 부결되는 경우 합병의 당사회사는 어떠한 계약성의 의무도 부담하지 아니하며 특약이 없는 한 상호간에 손해배상청구도 하지 못한다는 점을 생각할 때, 합병계약은 '합병의 예약(가계약)이라고 할 것이다.

## 같이 보기
- 인수 합병